# 中村警察署 (愛知県)
中村警察署（なかむらけいさつしょ）は、愛知県警察が管轄する警察署の一つである。大規模警察署であり、署長は警視正。

## 所在地
- 名古屋市中村区椿町17番地の9

## 管轄区域
- 名古屋市中村区

## 沿革
- 1910年（明治43年）1月20日 - 名古屋警察署笹島町分署が西区（当時）下広井町1丁目に設置[1]。
- 1914年（大正3年）10月9日 - 分署から笹島町警察署と改組[1]。
- 1921年（大正10年）8月 - 署のある下広井町が西区から中区に編入される[1]。
- 1927年（昭和2年）
  - 4月1日 - 笹島警察署と改称[1]。
  - 7月5日 - 庁舎が手狭となったことから、中区牧野町四分市2番地の2（中村区太閤通1丁目2番地）に新築移転[1]。
- 1944年（昭和19年）2月11日 - 行政区・消防署との所轄を一致させ、中村警察署となる[1]。
- 1955年（昭和30年）10月31日 - 同じく太閤通1丁目8番地（のち椿町17-9）に庁舎を新築移転[1]。東海道新幹線の敷地となることによるもので、従来の敷地から西に100メートルの移動であった[2]。元々は日本紡績の所有地であった[2]。
- 1986年（昭和61年）3月 - 庁舎改築[3]。

## 組織
- 警務課
  - 警務(第一係～第三係)
  - 住民サービス係
  - 留置管理係
- 会計課
  - 会計(第一係・第二係)
- 生活安全課
  - 生活安全(第一係・第二係)
  - 少年係
  - 保安(第一係～第三係)
- 地域課
  - 地域総務係
  - 地域(第一係～第三係)
  - 特別警戒隊
- 刑事課
  - 刑事総務係
  - 強行(第一係・第二係)
  - 盗犯(第一係・第二係)
  - 鑑識係
  - 知能(第一係・第二係)
  - 暴力(第一係・第二係)
  - 薬物銃器係
- 交通課
  - 交通総務係
  - 交通規制係
  - 指導取締係
  - 事故捜査係
- 警備課
  - 警備(第一係・第二係)
  - 実施係
  - 外事(第一係・第二係)

## 交番
（ ）の中は所在地
- 日比津交番（名古屋市中村区高道町6丁目2番1号）
- 亀島交番（名古屋市中村区亀島2丁目14番19号）
- 名古屋駅西交番（名古屋市中村区椿町4番1号）
- 名古屋駅交番（名古屋市中村区名駅1丁目1番4号）
- 新明交番（名古屋市中村区名駅3丁目23番8号）
- 笹島交番（名古屋市中村区名駅南2丁目14番24号）
- 米野交番（名古屋市中村区権現通1丁目32番地）
- 柳交番（名古屋市中村区畑江通6丁目15番地）
- 岩塚交番（名古屋市中村区岩塚町4丁目36番地）
- 稲葉地交番（名古屋市中村区稲葉地本通2丁目38番地）
- 中村交番（名古屋市中村区中村町字木下屋敷64番地）
- 大門交番（名古屋市中村区寿町12番地2）
- 日吉交番（名古屋市中村区大宮町3丁目49番地）